# Síbaris

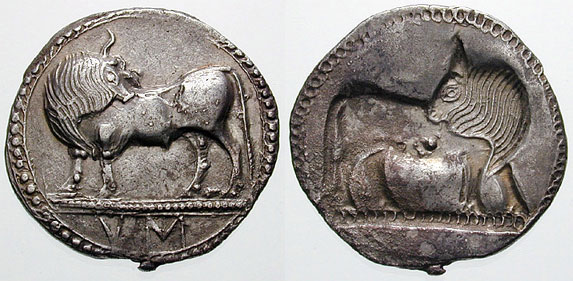
Moeda de Síbaris, c. 550-510 a. C.

Síbaris (em grego:  Σύβαρις; em italiano:  Sibari) foi uma antiga cidade grega às margens do golfo de Taranto. Foi fundada em 720 a.C. O comércio intenso a tornou não apenas rica como também uma das mais importantes cidades da Magna Grécia. O vocábulo sibarita consagrou-se como adjetivo de pessoa dada aos prazeres da vida, tendo em vista a opulência de Síbaris.
Síbaris era situada perto do mar e ficava entre os rios Crathis e Síbaris (a partir do qual a cidade deriva seu nome). Pesquisa mais modernas colocaram a cidade em um cume de uma laguna costeira perto de zonas úmidas. Atualmente, é um pequeno vilarejo (frazione) do comune italiano de Cassano allo Ionio.

## História
Síbaris foi fundada em 720 a.C., de acordo com Pseudo-Scymnus. Estrabão menciona que era uma colônia dos aqueus e que seu fundador era de Helice, uma cidade na Acaia. Aristóteles escreveu que os aqueus foram acompanhados por um número de cidadãos de Trezena, mas eles acabaram sendo expulsos pelos mais diversos aqueus. Segundo a lenda, a cidade foi fundada por Sagaris, filho de Ájax, o Menor.